# Grande Prêmio da Itália de 2015
O Grande Prêmio da Itália de 2015 (formalmente denominado Formula 1 Gran Premio d'Italia 2015) foi uma corrida de Fórmula 1 disputada em 6 de setembro de 2015 no Circuito de Monza, em Monza, Itália. Foi a décima segunda etapa da temporada de 2015.
No terceiro treino livre, teve chuva no começo da manhã em Monza, embalou nos 20 minutos derradeiros com pista úmida.
Após o pódio da corrida, a FIA investiga a equipe Mercedes por violar a sugestão da Pirelli sobre pressão de pneus e põe vitória de Hamilton em xeque, mas, os comissários decidiram não aplicar a punição e mantém vitória de Lewis Hamilton.

## Pneus
| Nome do composto | Cor | Banda de rolamento | Condições de Tempo | Dry Type                           | Aderência | Longevidade |
| ---------------- | --- | ------------------ | ------------------ | ---------------------------------- | --------- | ----------- |
| Macio            |     | Slick (P Zero)     | Seco               | Soft                               | Médio     | Médio       |
| Médio            |     | Slick (P Zero)     | Seco               | Medium                             | Médio     | Médio       |
| Intermediário    |     | Sulcos (Cinturato) | Molhado            | Intermediate (água não estagnante) | x         | x           |
| Chuva            |     | Sulcos (Cinturato) | Molhado            | Wet (água estagnante)              | x         | x           |

## Resultados

### Treino Classificatório
| Pos.            | Nº | Piloto           | Construtor             | Q1       | Q2       | Q3       | Grid |
| --------------- | -- | ---------------- | ---------------------- | -------- | -------- | -------- | ---- |
| 1               | 44 | Lewis Hamilton   | Mercedes               | 1:24.251 | 1:23.383 | 1:23.397 | 1    |
| 2               | 7  | Kimi Räikkönen   | Ferrari                | 1:24.662 | 1:23.757 | 1:23.631 | 2    |
| 3               | 5  | Sebastian Vettel | Ferrari                | 1:24.989 | 1:23.577 | 1:23.685 | 3    |
| 4               | 6  | Nico Rosberg     | Mercedes               | 1:24.609 | 1:23.864 | 1:23.703 | 4    |
| 5               | 19 | Felipe Massa     | Williams-Mercedes      | 1:25.184 | 1:23.983 | 1:23.940 | 5    |
| 6               | 77 | Valtteri Bottas  | Williams-Mercedes      | 1:24.979 | 1:24.313 | 1:24.127 | 6    |
| 7               | 11 | Sergio Pérez     | Force India-Mercedes   | 1:24.801 | 1:24.379 | 1:24.626 | 7    |
| 8               | 8  | Romain Grosjean  | Lotus-Mercedes         | 1:25.144 | 1:24.448 | 1:25.054 | 8    |
| 9               | 27 | Nico Hülkenberg  | Force India-Mercedes   | 1:24.937 | 1:24.510 | 1:25.317 | 9    |
| 10              | 9  | Marcus Ericsson  | Sauber-Ferrari         | 1:25.122 | 1:24.457 | 1:26.214 | 12 2 |
| 11              | 13 | Pastor Maldonado | Lotus-Mercedes         | 1:25.429 | 1:24.525 |          | 10   |
| 12              | 12 | Felipe Nasr      | Sauber-Ferrari         | 1:25.121 | 1:24.898 |          | 11   |
| 13              | 55 | Carlos Sainz Jr. | Toro Rosso-Renault     | 1:25.410 | 1:25.618 |          | 17 1 |
| 14              | 26 | Daniil Kvyat     | Red Bull-Renault       | 1:25.742 | 1:25.796 |          | 18 1 |
| 15              | 3  | Daniel Ricciardo | Red Bull-Renault       | 1:25.633 | S/Tempo  |          | 19 1 |
| 16              | 22 | Jenson Button    | McLaren-Honda          | 1:26.054 |          |          | 15 1 |
| 17              | 14 | Fernando Alonso  | McLaren-Honda          | 1:26.154 |          |          | 16 1 |
| 18              | 28 | Will Stevens     | Manor Marussia-Ferrari | 1:27.731 |          |          | 13   |
| 19              | 98 | Roberto Merhi    | Manor Marussia-Ferrari | 1:27.912 |          |          | 14   |
| 20              | 33 | Max Verstappen   | Toro Rosso-Renault     | S/Tempo  |          |          | 20 1 |
| Tempo dos 107%: |    |                  |                        |          |          |          |      |
| Fonte:          |    |                  |                        |          |          |          |      |

Notas
- ↑1  – Os pilotos das equipes RBR (Daniel Ricciardo e Daniil Kvyat), Toro Rosso (Max Verstappen e Carlos Sainz Jr.) e McLaren (Fernando Alonso e Jenson Button) alteraram o motor e largam do final do grid.
- ↑2  – Marcus Ericsson perdeu três posições no grid por atrapalhar Nico Hulkenberg no Q1.

### Corrida
| Pos.   | Nu. | Piloto           | Construtor             | Voltas | Tempo/Retirado | Grid | Pontos |
| ------ | --- | ---------------- | ---------------------- | ------ | -------------- | ---- | ------ |
| 1      | 44  | Lewis Hamilton   | Mercedes               | 53     | 1:18:00.688    | 1    | 25     |
| 2      | 5   | Sebastian Vettel | Ferrari                | 53     | +25.042        | 3    | 18     |
| 3      | 19  | Felipe Massa     | Williams-Mercedes      | 53     | +47.635        | 5    | 15     |
| 4      | 77  | Valtteri Bottas  | Williams-Mercedes      | 53     | +47.996        | 6    | 12     |
| 5      | 7   | Kimi Räikkönen   | Ferrari                | 53     | +1:08.860      | 2    | 10     |
| 6      | 11  | Sergio Pérez     | Force India-Mercedes   | 53     | +1:12.783      | 7    | 8      |
| 7      | 27  | Nico Hülkenberg  | Force India'-Mercedes' | 52     | +1 volta       | 9    | 6      |
| 8      | 3   | Daniel Ricciardo | Red Bull-Renault       | 52     | +1 volta       | 19   | 4      |
| 9      | 9   | Marcus Ericsson  | Sauber-Ferrari         | 52     | +1 volta       | 13   | 2      |
| 10     | 26  | Daniil Kvyat     | Red Bull-Renault       | 52     | +1 volta       | 16   | 1      |
| 11     | 55  | Carlos Sainz Jr. | Toro Rosso-Renault     | 52     | +1 volta       | 15   |        |
| 12     | 33  | Max Verstappen   | Toro Rosso-Renault     | 52     | +1 volta       | 20   |        |
| 13     | 12  | Felipe Nasr      | Sauber-Ferrari         | 52     | +1 volta       | 11   |        |
| 14     | 22  | Jenson Button    | McLaren-Honda          | 52     | +1 volta       | 17   |        |
| 15     | 28  | Will Stevens     | Manor Marussia-Ferrari | 51     | +2 voltas      | 12   |        |
| 16     | 98  | Roberto Merhi    | Manor Marussia-Ferrari | 51     | +2 voltas      | 14   |        |
| 17     | 6   | Nico Rosberg     | Mercedes               | 50     |                | 4    |        |
| Ret    | 14  | Fernando Alonso  | McLaren-Honda          | 47     |                | 18   |        |
| Ret    | 8   | Romain Grosjean  | Lotus-Mercedes         | 1      |                | 8    |        |
| Ret    | 13  | Pastor Maldonado | Lotus-Mercedes         | 1      |                | 10   |        |
| Fonte: |     |                  |                        |        |                |      |        |

## Curiosidade
- Último pódio de Felipe Massa na Fórmula 1.

## Tabela do campeonato após a corrida
Somente as cinco primeiras posições estão incluídas nas tabelas.
| Pos | Piloto           | Pontos | Var |
| --- | ---------------- | ------ | --- |
| 1   | Lewis Hamilton   | 252    | 0   |
| 2   | Nico Rosberg     | 199    | 0   |
| 3   | Sebastian Vettel | 178    | 0   |
| 4   | Felipe Massa     | 97     | 1   |
| 5   | Kimi Räikkönen   | 92     | 1   |

| Pos | Construtor           | Pontos | Var |
| --- | -------------------- | ------ | --- |
| 1   | Mercedes             | 451    | 0   |
| 2   | Ferrari              | 270    | 0   |
| 3   | Williams-Mercedes    | 188    | 0   |
| 4   | Red Bull-Renault     | 113    | 0   |
| 5   | Force India-Mercedes | 63     | 1   |